# 索棱
索棱（？—？），字孟則，五胡十六国后秦敦煌郡（今甘肃省敦煌市）人。
索棱好学博文，姚苌非常器重他，委任他机密事务，文章诏檄，都是索棱的文章。后来担任平原郡太守，以德教化民众，民众敬畏爱戴他，为他作歌：“懿矣明守，庶绩允厘。剖符作宰，实获我思。”姚興即位后，索稜為太常。411年，姚興以赫连勃勃、乞伏歸在西北作亂，秃发傉檀、沮渠蒙逊阻兵河右，想要求重將鎮撫二方。遂任命太常索棱为太尉、兼陇西内史，让他去招扶西秦。乞伏乾归派使节到后秦送还被他俘虏的守、宰等地方官，承认罪过，请求投降。姚兴便派鸿胪拜乞伏乾归都督陇西、岭北、杂胡诸军事及征西大将军、河州牧、单于、河南王。413年，后秦太尉索棱，献出他所据守的陇西，向乞伏炽磐投降。乞伏炽磐任命索棱为太傅。